# 渭南郡
渭南郡（いなん-ぐん）は、紀元前205年から前198年までと、6世紀頃に、現在の中国の陝西省に置かれた郡である。

## 前漢
前漢の高祖2年（前205年）に塞国を廃して置かれ、高祖9年（前198年）に廃止して内史の管轄下に移した。北を渭水、南を秦嶺山脈に区切られた東西に細長い地域で、西は都の長安、東は渭水と黄河の合流点に及ぶ。隷下の県は以下の10県または9県。
- 長安県 - 高祖5年（前202年）設置
- 新豊県 - 高祖7年（前200年）設置
- 船司空県
- 藍田県
- 寧秦県 - 高祖8年（前199年）に華陰県と改称
- 鄭県
- 胡県 - 後の建元年間（前140年から前135年）に湖県に改称
- 下邽県
- 杜県 - 後の元康元年（前65年）に杜陵県に改称[2]
- 芷陽県 - 後の文帝9年（前171年）に覇陵県に改称[3]。芷陽県はなかったという説もある[4]。

## 北魏・西魏・北周
南北朝時代に北魏（386年 - 534年）が渭南県を治所として渭南郡を置いた。北周（556年 - 581年）のとき廃止になった。

## 行政長官
- 北周の渭南郡太守
  - 達奚長儒 - 天和年間（566年 - 572年）[6]
  - 田式 - 北斉滅亡（577年）より前[7]
  - 薛琰 - 年代不明[8]